# NGC 1473
NGC 1473 je galaksija u zviježđu Mala vodena zmija.

## Vanjske poveznice
- SEDS: NGC 1473